# 優婆塞
優婆塞，又譯烏婆塞、伊蒲塞、優婆婆柯、鄔波索迦，意譯清信士、近事男、近善男、善宿男、善男、信男、信士，指业已皈依佛法僧三寶在家男性佛教信徒，如能遵守在家五戒（不殺生、不偷盜、不邪淫、不妄語、不飲酒），稱持戒優婆塞，为四众或七众之一。對應的女性稱爲優婆夷。在東亞文化圈常称为居士。
釋迦牟尼佛的弟子耶舍之父為首位優婆塞。

## 音義
《希麟音义》五曰：“乌波塞迦，旧云优婆塞，新云邬波索迦。邬波，此云近。迦，此云事。索，即男声也。即近事男也。谓亲近承事三宝者故云。”。《玄应音义》二十一曰：“邬波索迦，或言优波娑迦，近侍也，言优婆塞者，讹也。此云近善男，亦云近宿男，谓近三宝而住宿也，或言清信士、善宿男者，义译也。”